# Università Friedrich-Alexander di Erlangen-Norimberga
L'Università Friedrich-Alexander di Erlangen-Norimberga (in tedesco Friedrich-Alexander-Universität Erlangen-Nürnberg, in sigla FAU o FAU Erlangen-Nürnberg) è una università statale situata nelle città di Erlangen e Norimberga. Fu fondata nel 1742/43 sotto il nome latino di Academiae Friderico Alexandrinae a Erlangen. Attualmente è la seconda più grande università statale della Baviera, con 5 facoltà e 308 seggi e circa 12.000 dipendenti nel 2011. Gli studenti iscritti (anno accademico 2014/15) presso l'università sono 39.085, di cui circa due terzi sono a Erlangen e un terzo a Norimberga.
Nell'università sono stanziati sette gruppi di ricerca DFG (Deutsche Forschungsgemeinschaft), sei scuole di specializzazione e due istituzioni dell'iniziativa di eccellenza per le università. Il centro linguistico offre qualificazioni linguistiche internazionali con certificato UNICert.
È membro dell'Istituto europeo per le norme di telecomunicazione (ETSI).

## Storia
Nel 1805 Fichte torno all'insegnamento universitario quando gli fu offerta una cattedra dall'università di Erlangen.

## Organizzazione e struttura

### Struttura attuale
Dal 2007 l'università è suddivisa nelle seguenti cinque facoltà:
- Facoltà filosofica e dipartimento di teologia (Philosophische Fakultät und Fachbereich Theologie)
- Facoltà di diritto ed economia (Rechts- und Wirtschaftswissenschaftliche Fakultät)
- Facoltà di medicina con la clinica universitaria di Erlangen (Medizinische Fakultät mit dem Universitätsklinikum Erlangen)
- Facoltà di scienze naturali (Naturwissenschaftliche Fakultät)
- Facoltà tecnica (Technische Fakultät)

Ulteriori istituzioni comprendono la Biblioteca universitaria Erlangen-Nürnberg (Universitätsbibliothek Erlangen-Nürnberg) e il Centro di calcolo regionale Erlangen (Regionale Rechenzentrum Erlangen).

### Sedi
Buona parte dell'università è localizzata nella città universitaria di Erlangen mentre solo una piccola parte è situata nella più grande e vicina Norimberga. Alcuni istituti collegati all'università si trovano anche nelle città di Fürth, Bamberga e Ingolstadt.

#### Erlangen
A Erlangen l'università si distribuisce intorno a due zone all'interno del centro cittadino e nella parte sud della città. Ciononostante numerosi istituti ed edifici si trovano sparsi su tutto il territorio cittadino.
Nel centro della città e nella parte nord si trovano, oltre all'amministrazione universitaria situata nel castello, la facoltà filosofica e il dipartimento di teologia così come il dipartimento di giurisprudenza, la facoltà di medicina insieme alla clinica universitaria. Nella parte est della città si trova il „Röthelheimcampus“ con istituzioni di stampo ingegneristico. Nella parte sud della città si trova la facoltà di scienze naturali così come la facoltà tecnica. Queste ultime costituiscono il cosiddetto „Südgelände“ (areale sud) della FAU. Ciò fa della FAU l'unica università non politecnica in Germania ad avere un campus tecnico e scientifico separato.

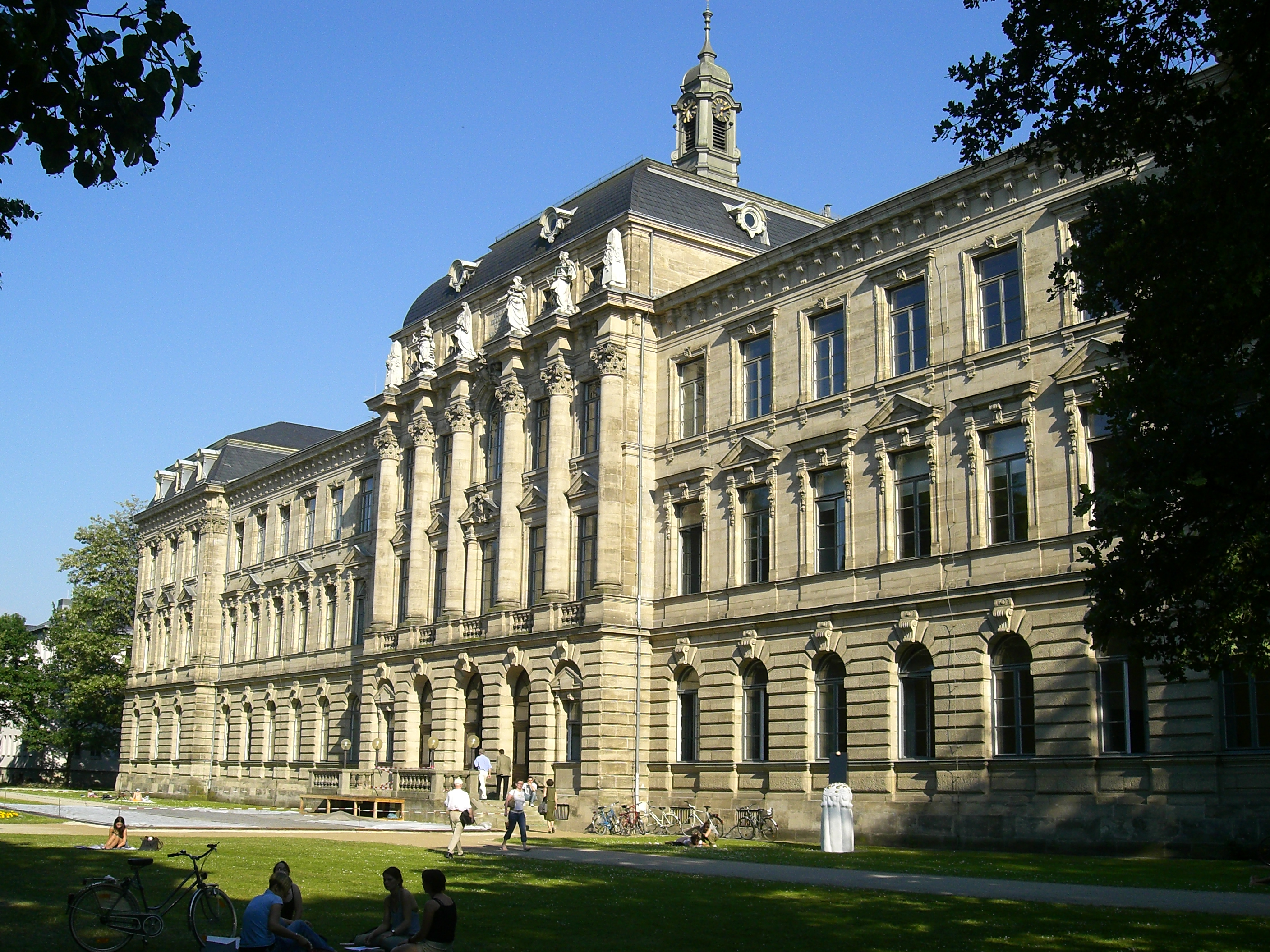
Kollegienhaus.
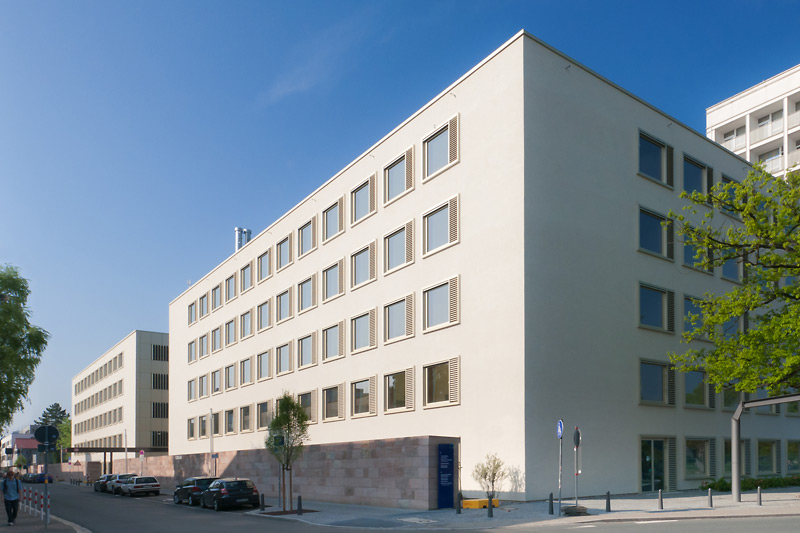
Bettenhaus, una parte della clinica universitaria.
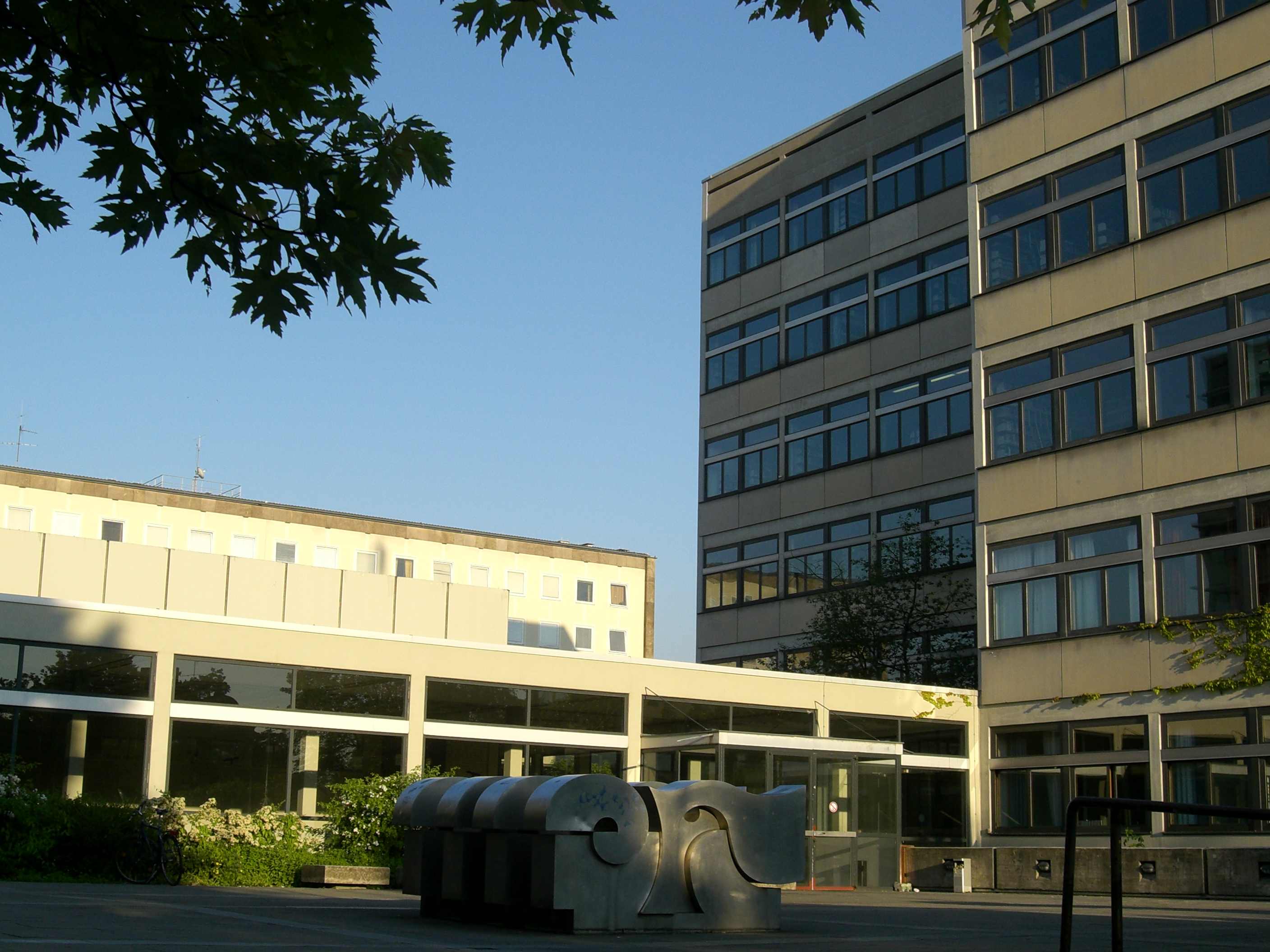
Audimax della facoltà filosofica.
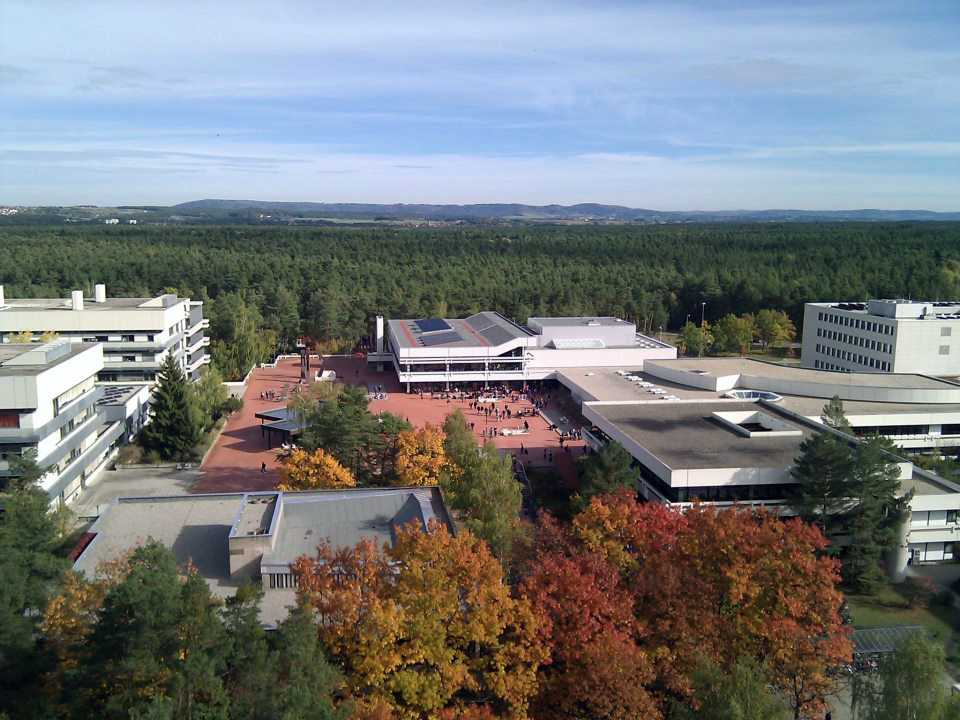
Facoltà tecnica nell'areale sud.

#### Norimberga
I dipartimenti di economia e di scienze della formazione si trovano a Norimberga. Il primo è situato nella parte nord della città all'interno del centro storico mentre il secondo si trova nel cosiddetto "Campus Regensburger Straße“ nella parte sud-est della città.

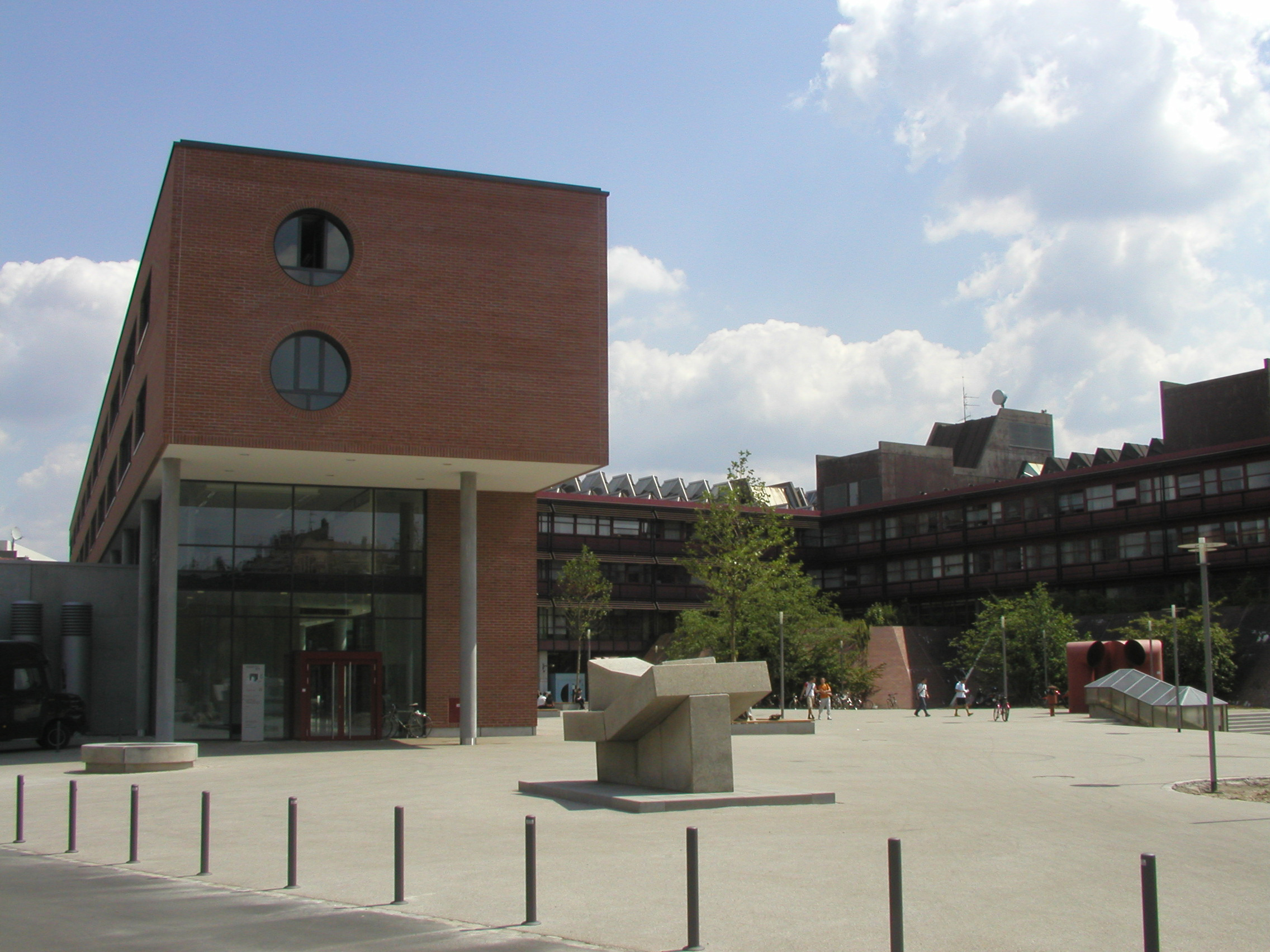
Dipartimento di economia
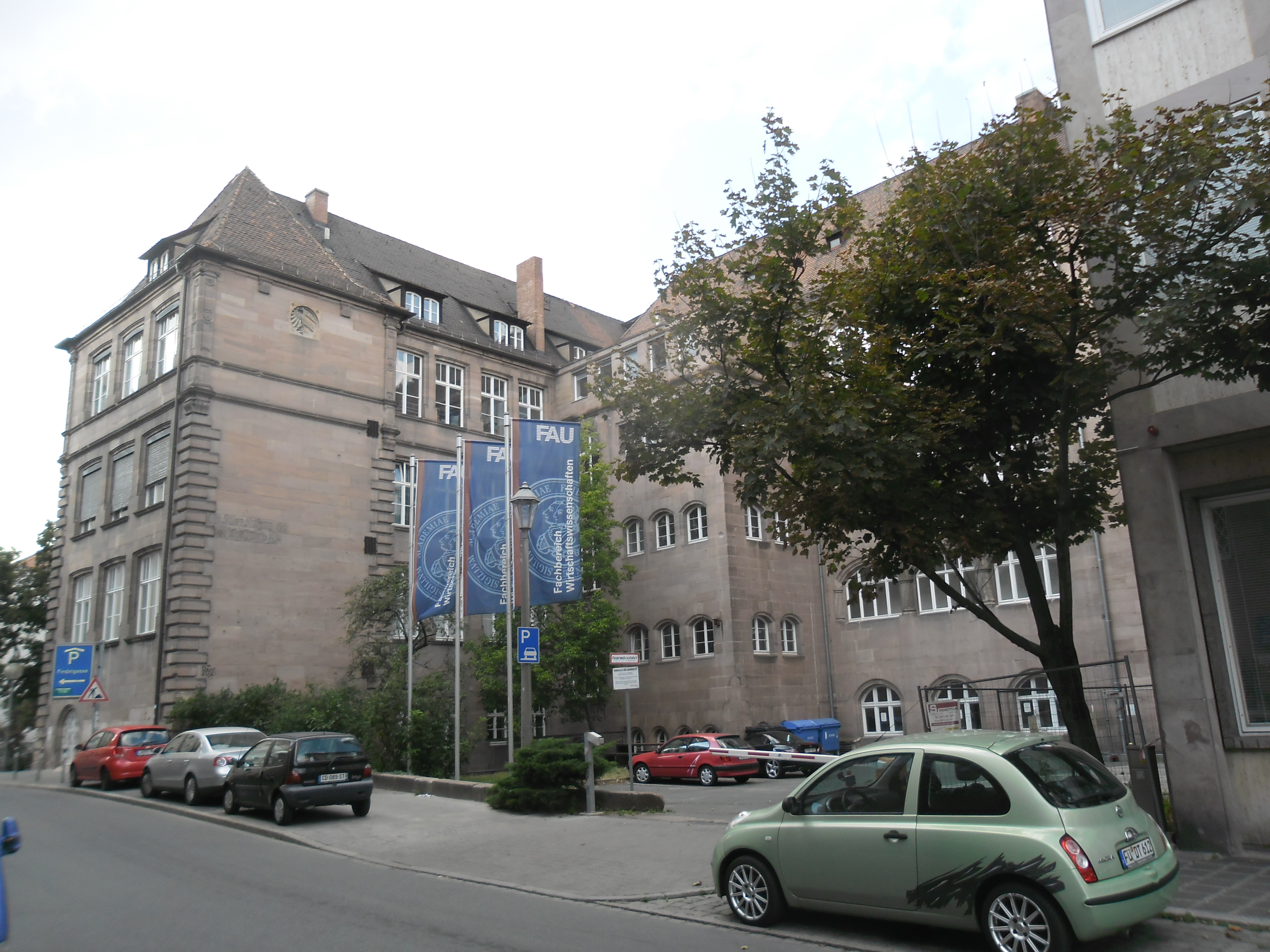
Ludwig-Erhard-Gebäude

#### Altre sedi
L'"Istituto centrale per nuovi materiali e tecnologia di processo" ("Zentralinstitut für Neue Materialien und Prozesstechnik“ o ZMP) della FAU si trova nella città di Fürth, situata nei pressi di Norimberga. Altri istituti comprendono l'osservatorio Dr. Remeis a Bamberga, il centro di sport acquatici al Brombachsee a Pleinfeld e l'"Ingolstadt-Institute“ (INI.FAU) a Ingolstadt. L'università possiede, inoltre, un Campus di stampo tecnico-scientifico della città sudcoreana di Pusan, il FAU-Busan Campus.

## Ricerca

### Principali aree di ricerca
La FAU conta tra le università più orientate alla ricerca della Germania. I finanziamenti esterni per la ricerca raggiunsero il valore record di quasi 171 milioni di euro nel 2013. Le principali aree di ricerca, per le quali la FAU è rinomata a livello internazionale, sono:
- Nuovi materiali e processi
- Ottica e tecnologie ottiche
- Biologia molecolare e medicina
- Ingegneria biomedica
- Elettrotecnica, informazione e comunicazione
- Energia, ambiente e clima
- Lingue - Culture - Religioni
- Coesione - Trasformazione - Innovazione in legge ed economia

### Iniziativa di eccellenza
Durante la prima fase della iniziativa di eccellenza per le università nella FAU furono fondati un cluster di eccellenza nel 2007 e una scuola di specializzazione nel 2006. Entrambe le iniziative furono prorogate per ulteriori cinque anni durante la seconda fase dell'iniziativa di eccellenza nel 2012.
Il cluster di eccellenza "Engineering of Advanced Materials“ (EAM) collega non solo le facoltà di scienze naturali e tecnica sotto un profilo di ricerca comune, ma anche di numerosi istituti di ricerca con sede a Erlangen come il Max-Planck-Institut per la fisica della luce ed entrambi due centri della Fraunhofer-Gesellschaft. Il cluster EAM si occupa della ricerca di nuovi materiali avanzati e delle loro applicazioni tecnologiche. Esso rappresenta la punta di eccellenza in quello che è un ambito di ricerca in cui la FAU eccelle da molti anni, ovvero quello della scienza dei materiali. Per il cluster sono stati investiti fino a ora 81 milioni di euro e cinque nuovi edifici sono stati costruiti.

## Onorificenze e premi
Ogni anno in Germania la fondazione Alexander von Humbolt conferisce premi di ricerca per un ammontare di 5 milioni di euro e rappresenta così il premio più consistente. Per tre anni di seguito, dal 2010 al 2012, tre professori internazionali vinsero questo premio e furono nominati alla FAU. Nel 2010 ottenne il premio il fisico iraniano Vahid Sandoghdar, che subito divenne direttore del nuovo Max-Planck-Institut per la fisica della luce. Prima di ciò egli era professore al politecnico federale di Zurigo e lavorava nell'ambito della nanofotonica e plasmonica. Nel 2011 fu il turno di Robert Schober per la sua ricerca nell'ambito della tecnica delle telecomunicazioni. Infine nel 2012 ricevette il premio il fisico canadese Oskar Painter. Anche lui immediatamente fu nominato direttore del Max-Planck-Institut come il collega Vahid Sandoghdar. Prima di allora egli era professore al California Institute of Technology. Il suo campo di ricerca è quello della meccanica ottico-quantistica su nanoscala.